# متحف مئير للفن الإسلامي
متحف مئير للفن الإسلامي (بالعبرية: לאמנות האסלאם) هو متحف فني إسرائيلي في القدس، تأسس عام 1974 على يد إسرائيليين لفهم الثقافة الإسلامية وترسيخ القوّة الإسرائيلية الناعمة للدول الإسلامية. يقع على زاوية شارع هابالماتش في القطمون، بالقرب من مسرح القدس، ويضم الفخار الإسلامي، والمنسوجات، والمجوهرات، والأشياء الاحتفالية وغيرها من التحف الثقافية الإسلامية ومجموعة نادرة من الساعات.

## المعارض

### الفن العربي المعاصر
في عام 2008، افتُتح معرض جماعي للفن العربي المعاصر في المتحف، وهو أول عرض للفن العربي المعاصر المحلي في متحف إسرائيلي.

### مذاقات الجنة: حكايات المطبخ العربي
في عامي 2023 و2024، استضاف المتحف معرضًا حول تطور المطبخ العربي من القرن السابع الميلادي إلى الدولة العثمانية، والذي يغطي مناطق من العراق إلى إسبانيا. ضم المعرض مجموعة متنوعة من الأطباق والأعمال الفنية وأدوات المطبخ والسيراميك، بالإضافة إلى نسخ وأصول من كتب الطبخ القديمة، وكلها مرتبطة بالتاريخ الطهوي للعرب وغيرهم من المجموعات التي عاشت تحت الحكم الإسلامي، وقد مايزوا بينها باعتباره احتلال عربيًّا.